# Les Aventures fantastiques de Marie-Rose (comédie musicale)
Albums de Chantal Goya
Le grenier aux trésors
(1997)
Pour l’article homonyme, voir Les Aventures fantastiques de Marie-Rose.
Les Aventures fantastiques de Marie-Rose est une comédie musicale écrite et mise en scène par Jean-Jacques Debout et jouée par Chantal Goya du 17 octobre 2015 au 10 janvier 2016 au Théâtre de Paris.

## Première partie
Le soir commence à tomber sur le boulevard de Clichy. Un petit rat nommé Ratcourci se réveille sur un vieux banc et propose aux spectateurs de leur faire visiter les lieux : le Moulin Rouge, le Théâtre des deux ânes, les Folies Pigalle, puis le Théâtre de la Cigale. Il rencontre Marie-Rose au volant de la Trèfle jaune Citroën et commence alors une aventure qui les conduira jusqu'au Gabon.

### Chansons
- Le Rat Batteur
- Le Voyage en Ballon
- Bienvenue à Paris
- Un lapin
- Pandi Panda
- C'est épouvantable
- Marie-Rose et l'Homme invisible
- L'Homme invisible
- Présentation Ratpia-Orchestra
- Le Ratpia-Orchestra
- Riguedigueding
- Présentation Boogie
- Flipper Boogie
- Bécassine
- Loup - Loup
- Papa Ballon
- Petit Taureau d'Espagne
- Ratcourci et la bouteille
- Ratcourci

## Deuxième partie
La Citroën, accrochée au ballon captif de Jules Verne, se pose sur l'Île aux Rochers enchantés où les attendent de curieux personnages, bien attachants. Après une expédition, un peu raccourcie, Marie-Rose et son petit compagnon découvrent un paradis enchanteur en plein océan. Un sorcier Marabout s'interpose mais Croque-Monsieur, le crocodile intervient ainsi que Tête d'épingle, le petit serpent, et Wallis et Futuna, deux koalas. Le chat Botté accourt également, en bon voisin, depuis sa résidence d'été. Marie-Rose et Ratcourci sont sauvés. Mais, le cœur serré, ils comprennent qu'il faut rentrer en France où de nouvelles aventures les attendent.

### Chansons
- Ratcourci
- Le Voyage en ballon
- L'Île aux Rochers enchantés
- On est bien
- Croque Monsieur
- Deux dents dedans
- Le Sorcier Marabout
- Au diable
- Poisson d'avril
- Tête d'Épingle
- Wallis et Futuna
- La lettre aux Koalas
- Monsieur Le Chat Botté
- Une cuillère pour maman
- Le Voyage en ballon Final
- Les Aventures Fantastiques de Marie-Rose
- Aimons-nous
- Le Rat Batteur

## Tournée
La tournée commence en Normandie à Rouen et à Caen, avant de continuer à l'étranger en Belgique, au Liban et en Chine.